# ゼイン・グレイ

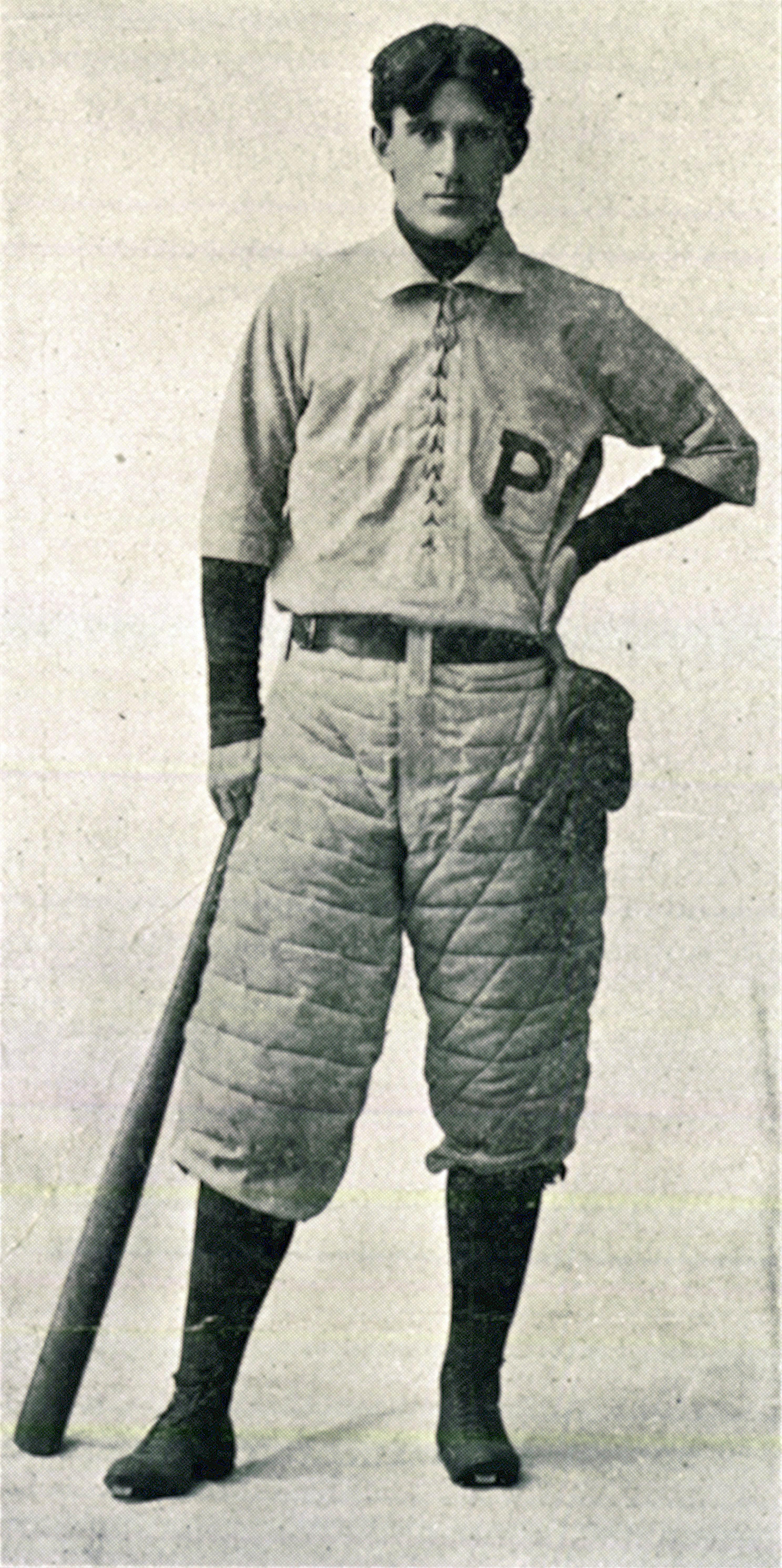
ゼイン・グレイ

ゼイン・グレイ（Zane Grey、1872年1月31日 - 1939年10月23日、ゼーンの表記もある。）は、アメリカ合衆国オハイオ州ゼインスヴィル(Zanesville)生れの作家、脚本家。冒険小説、西部劇小説、釣りをモチーフにした小説、野球小説の作家で、100以上の映画、テレビシリーズに原作や脚本を提供している。90冊以上の本を出版し、それらの多くはベストセラーになっている。
本名はパール・ゼイン・グレイ(Pearl Zane Gray)。父は医学博士ルイス・M・グレイ(Lewis M Gray)、母はアリス（アリー）・ジョセフィーン・ゼイン(Alice "Allie" Josephine Zane)。
妻はリーナ・ロス(Lina Roth)。
彼の兄弟ローマー・カール・グレイ（Romer Carl Grey）はプロ野球選手で、1903年にピッツバーグ・パイレーツでプレーしている。
野球奨学金を得てペンシルベニア大学へ進学、歯科医学を専攻し医学博士を取得する。
1896年に同大学を卒業し、ニューヨークで開業。のちに専業作家となる。
デビューは1902年、釣りを題材にした小説であった。
1939年10月23日、カリフォルニア州アルタディーナ(Altadena)の自宅で心臓麻痺により死去。
ペンシルベニア州Lackawaxenの連邦墓地に埋葬された。

## 作家
1910年の西部劇小説「Heritage of the Desert」と1912年の「Riders of the Purple Sage」がベストセラーになった。
彼は自ら映画会社を設立し、数年後にパラマウント・ピクチャーズの創始者のひとりジェシー・ラスキーに売却した。パラマウントは、グレイの作品に基づいた多数の映画を製作した。代表的なものとしては1930年に映画化された「Lone Star Ranger」と1936年に映画化された「King of the Royal Mounted」がある。また「The Lone Ranger and Challenge of the Yukon」は、テレビ映画「Sgt. Preston of the Yukon」にインスピレーションを与えたとされる。さらにMutual Broadcasting Systemでは、1940年に5ヵ月にわたり「The Zane Grey Show」が放送された。これによってグレイは、億万長者作家の第一号と見なされている。

## 釣り
グレイは、1918年から1932年まで『Outdoor Life magazine』誌に定期的に寄稿し、有名作家の1人となった。いわゆる“ビッグ・ゲーム”（大物釣り）を一般に広めた功労者である。
彼の著作のひとつ「Tales of the Angler’s El Dorado, New Zealand」は、ニュージーランド諸島におけるゲームフィッシングの漁区を定める助けとなった。
グレイは1926年にニュージーランドを訪問し、多くの種類の魚を釣り、中にはアオザメ(mako shark)などの“大物”も含まれていた。グレイはウルプカプカ島(Urupukapuka Island)のオテヒ・ベイ・ロッジ(Otehei Bay Lodge)を基地とし、『international sporting magazine』にニュージーランドにおけるブルーマリーンなどのカジキ釣りの楽しさ、ユニークさを称える文章を発表した。

## 死後
国立公園局はUpper Delaware ScenicおよびRecreational Riverの一部として「Zane Grey Museum」設立した。またAltadenaの彼の家は歴史的建造物に指定され、「National Road Zane Grey Museum」という博物館も立てられた。Altadenaの山腹にある小路は彼を記念して「Zane Grey Terrace」と名づけられている。

## 余談
映画『第三の男』で、勘違いにより文芸講演会をさせられたホリー・マーチンス（売れない西部劇作家）は「影響を受けた作家」に彼の名前を挙げ、聴衆を呆れさせる。

## 邦訳作品
- 「辺境の狼」　The Spirit of the Border (1906)
- 「ユタの流れ者」　Riders of the Purple Sage (1912)
- 「最後の一人まで」　To the Last Man (1921)